# Les Fieux
Pour les articles homonymes, voir Fieux (homonymie).
Le site préhistorique des Fieux se trouve dans la partie septentrionale du Causse de Gramat, au nord du Quercy, sur la commune de Miers (Lot, France). Il relève du territoire de la communauté de communes Causses et Vallée de la Dordogne et se trouve sur un terrain acquis par cette structure intercommunale.
Des traces d’occupation humaine allant du début du Paléolithique moyen (340 000 ans) au Moyen Âge ont été trouvés dans plusieurs gisements distincts, dont une grotte ornée se prolongeant par un boyau karstique effondré dans sa partie centrale (« locus 1 ») et un gisement de plein air (« locus 2 »).
Le site a fait l'objet d'un important projet d'aménagement en vue de sa protection et de sa présentation au public. Il peut être visité depuis juin 2007.

## Historique
La grotte des Fieux a été découverte le 2 novembre 1964 par le propriétaire des lieux d’alors, E. Caminade, et une équipe du Spéléo-Club de Bergerac composée de J. Bouchereau, F. Feltrin, J. Guilhem, N., T. et J. Lesur, L. et C. Perrier. Cette équipe était à la recherche d’un accès vers la rivière souterraine de Padirac et elle entreprit des travaux de désobstruction à l’entrée de la cavité, qui n’était alors qu’un étroit boyau inscrit entre le sommet du remplissage archéologique du locus 1 et la voute de la grotte. Les inventeurs notèrent rapidement la présence de figurations pariétales, dont des mains négatives.
La grotte des Fieux a été classée Monument historique le 17 janvier 1967. La parcelle contenant le gisement préhistorique a été inscrite à l'inventaire supplémentaire le 9 février 1993.
Dans l'optique de l'ouverture du site au public, des travaux archéologiques ont repris en décembre 2006 et se poursuivent depuis chaque année. Lors de la première campagne, les opérations ont principalement consisté en un nettoyage général du site notamment des témoins stratigraphiques, présents dans les coupes, qui avaient été endommagés avant la protection du site en 2005 par la construction d'une structure adaptée en dur qui permet à la fois la protection du site et sa visite par le public. Les travaux menés depuis 2006 ont pour ambition de répondre à certaines interrogations scientifiques restées sans réponses à ce jour.

## Description
La cavité a fait l’objet de nombreuses descriptions et études. Elle comporte une salle unique d’une trentaine de mètres de longueur sur une quinzaine de mètres de largeur à laquelle on accède par un couloir bas d’une vingtaine de mètres. Les figurations recensées comportent treize mains négatives complètes dont onze rouges et deux noires, de nombreuses ponctuations digitales et des bâtonnets rouges ainsi que des gravures et piquetages sur un bloc isolé couvert de formations stalagmitiques au centre de la salle (un bouquetin, deux mammouths, une ligne dorsale de cheval, un tectiforme, etc.). L’essentiel des figurations a été rattaché à la phase ancienne de l’art paléolithique quercinois, avec éventuellement une première phase aurignacienne (gravure par piquetage) et une phase gravettienne (mains négatives associées à des ponctuations comme à Pech Merle, aux Merveilles, à Roucadour ou à Frayssinet le Gélat). Les mammouths, gravés par incisions fines recoupant des traits piquetés et des mains négatives, pourraient être plus récents.

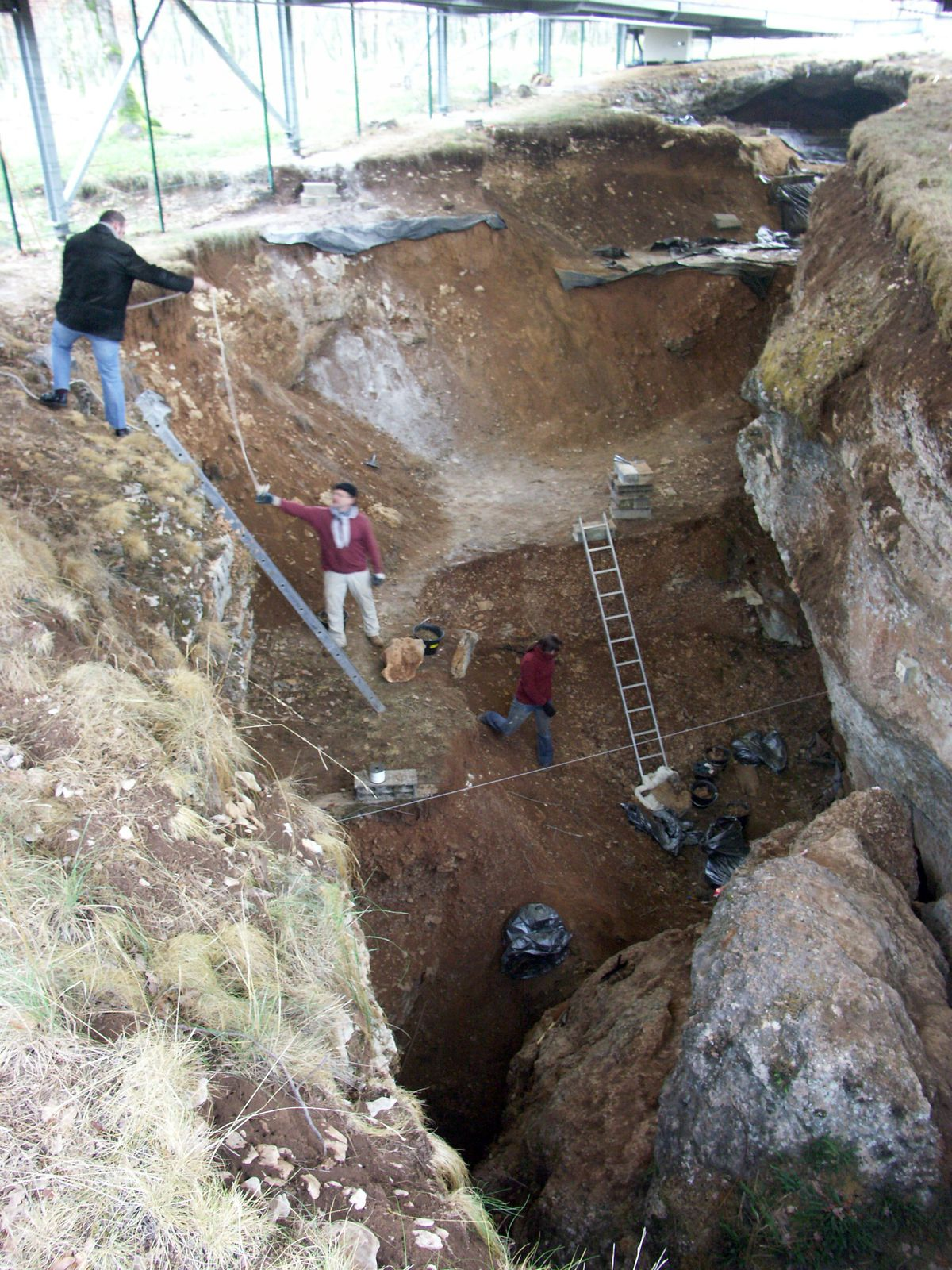
Reprise des fouilles et nettoyage du site des Fieux le 13 décembre 2006.
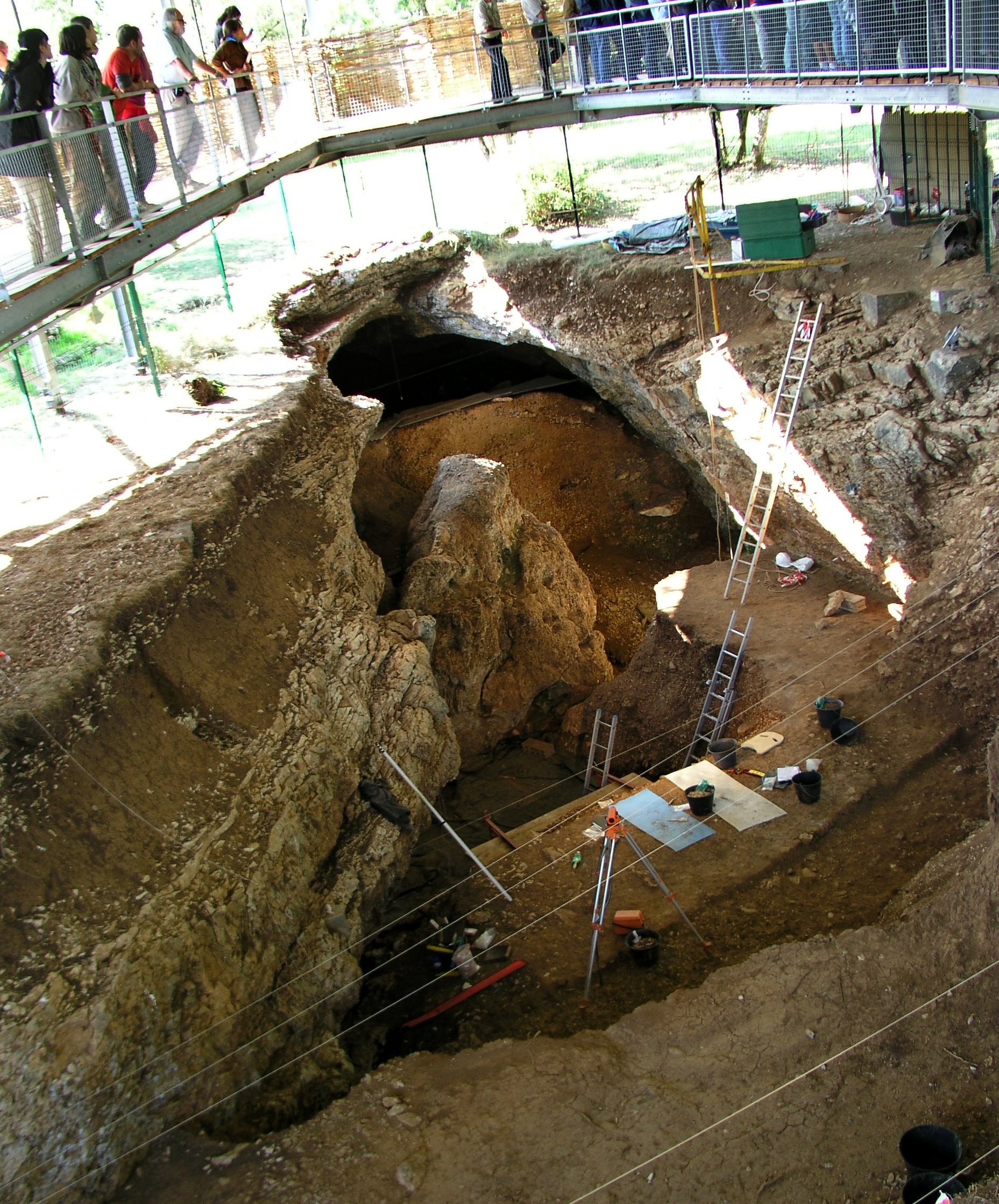
Le site des Fieux en 2008.
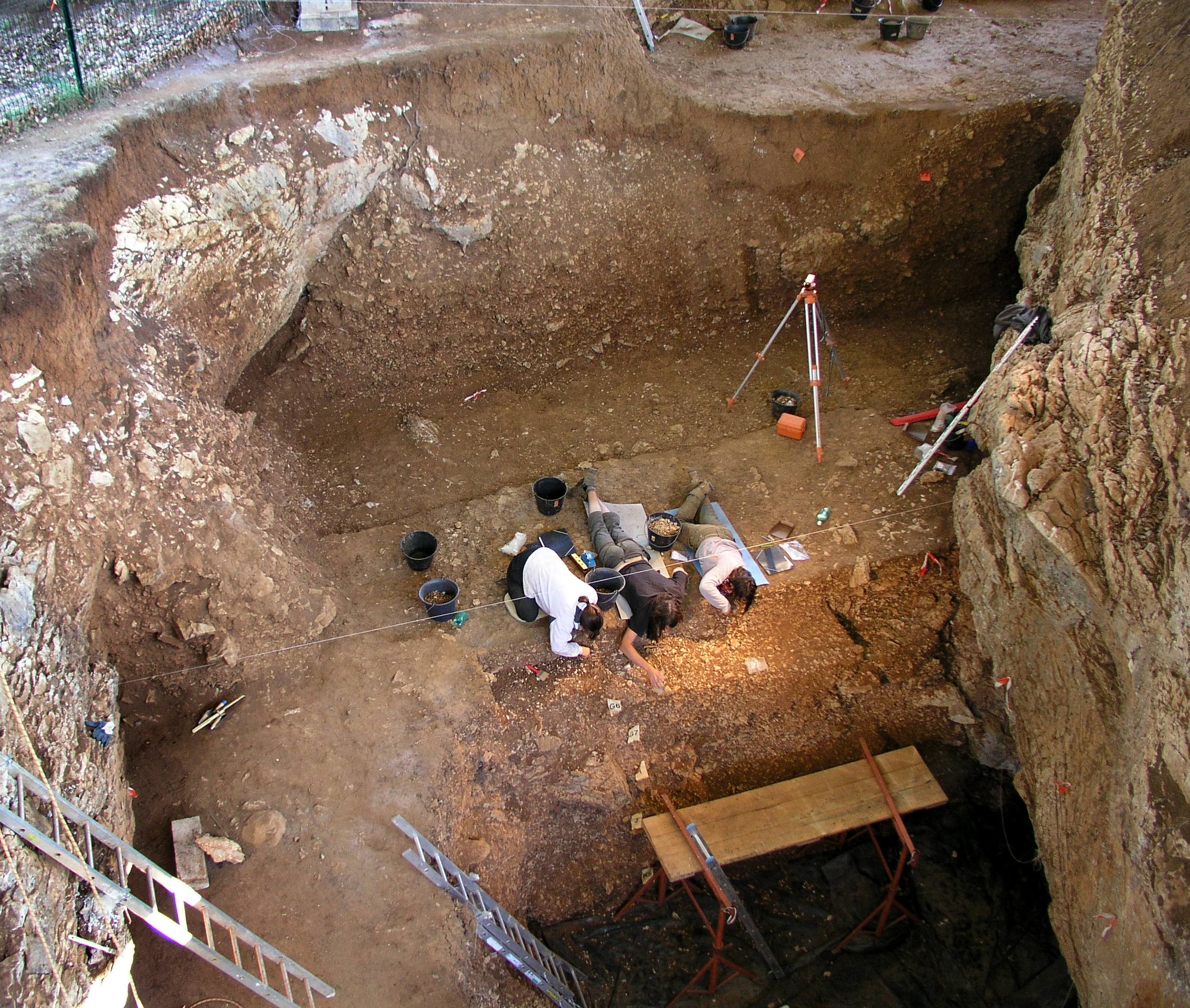
Le site des Fieux en cours de fouilles le 12 septembre 2008.

## Locus 1
En 1966, des travaux destinés à faciliter l’accès à la grotte ornée conduisirent à la découverte de vestiges archéologiques sauveterriens. Le propriétaire alerta L. Méroc, alors Directeur des Antiquités préhistoriques de Midi-Pyrénées qui sollicita Fernand Champagne et René Espitalié pour une intervention archéologique alors prévue pour être de courte durée. Les fouilles conduisirent à la mise au jour d'une puissante séquence archéologique dans ce secteur, appelé locus 1.
Le réseau karstique du locus 1 s’est creusé en régime noyé au Tertiaire, au sein de calcaires lithographiques du Bathonien. L’ouverture du karst à l’air libre, à la suite de l'érosion des terrains sus-jacents et à l'amincissement progressif de la voûte, remonte probablement aux débuts du Quaternaire. Elle a conduit à la formation d’un aven où se sont succédé des chasseurs-cueilleurs porteurs d’industries moustériennes, aurignaciennes, gravettiennes, solutréennes et sauveterriennes. Les derniers niveaux de la séquence ont livré quelques rares indices de fréquentation datant du Néolithique, de l’Âge du bronze et du Moyen Âge.

## Locus 2
Le locus 2 est un site de plein air associé à un chenal de surface, à une vingtaine de mètres à l'est du locus 1. Il est divisé en plusieurs secteurs :
- le secteur J (jonction) comporte un porche qui communique avec le locus 1 par une galerie. Vincent Mourre indique que les fouilles ont mis au jour des vestiges du Paléolithique supérieur, du Néolithique et du Moyen Âge ;
- le secteur C (chenal) se situe dans une large diaclase qui a révélé des vestiges du Paléolithique moyen.

Cette partie ouverte au public, a été inauguré le 23 juin 2007 lors de la fin des travaux de la halle de protection.

## Locus 3
En 1994, Fernand Champagne a fait réaliser, au nord du site, un sondage qu'il a nommé secteur nord du locus 2. Ce secteur a été renommé par la suite locus 3.
Les vestiges trouvés sont de type moustérien de type Quina. Deux datations par l'uranium-thorium de morceaux de calcite ont donné des âges supérieurs à 338 000 et à 342 000 ans avant le présent.

## Archéosite
L'Archéosite des Fieux est actuellement géré par l'association « Flint's Lot » en partenariat avec la communauté de communes Cauvaldor (Causses et Vallée de la Dordogne), propriétaire du site. L'association est spécialisée dans le médiation sur le thème de la préhistoire et de l'archéologie. Elle s'adresse aux particuliers, aux publics scolaires et aux collectivités. Elle fabrique des objets.